# Saint-Martin-du-Boschet
Saint-Martin-du-Boschet é uma comuna francesa localizada na região administrativa da Île-de-France, no departamento Sena e Marne. A comuna possui 181 habitantes segundo o censo de 1990.